# Мар'їна гора (пам'ятка природи)
Ма́р'їна гора́ — ботанічна пам'ятка природи місцевого значення, розташована в Бахмутському районі Донецької області на північно-східній околиці с. Серебрянка Сіверської міської громади. 

## Історія

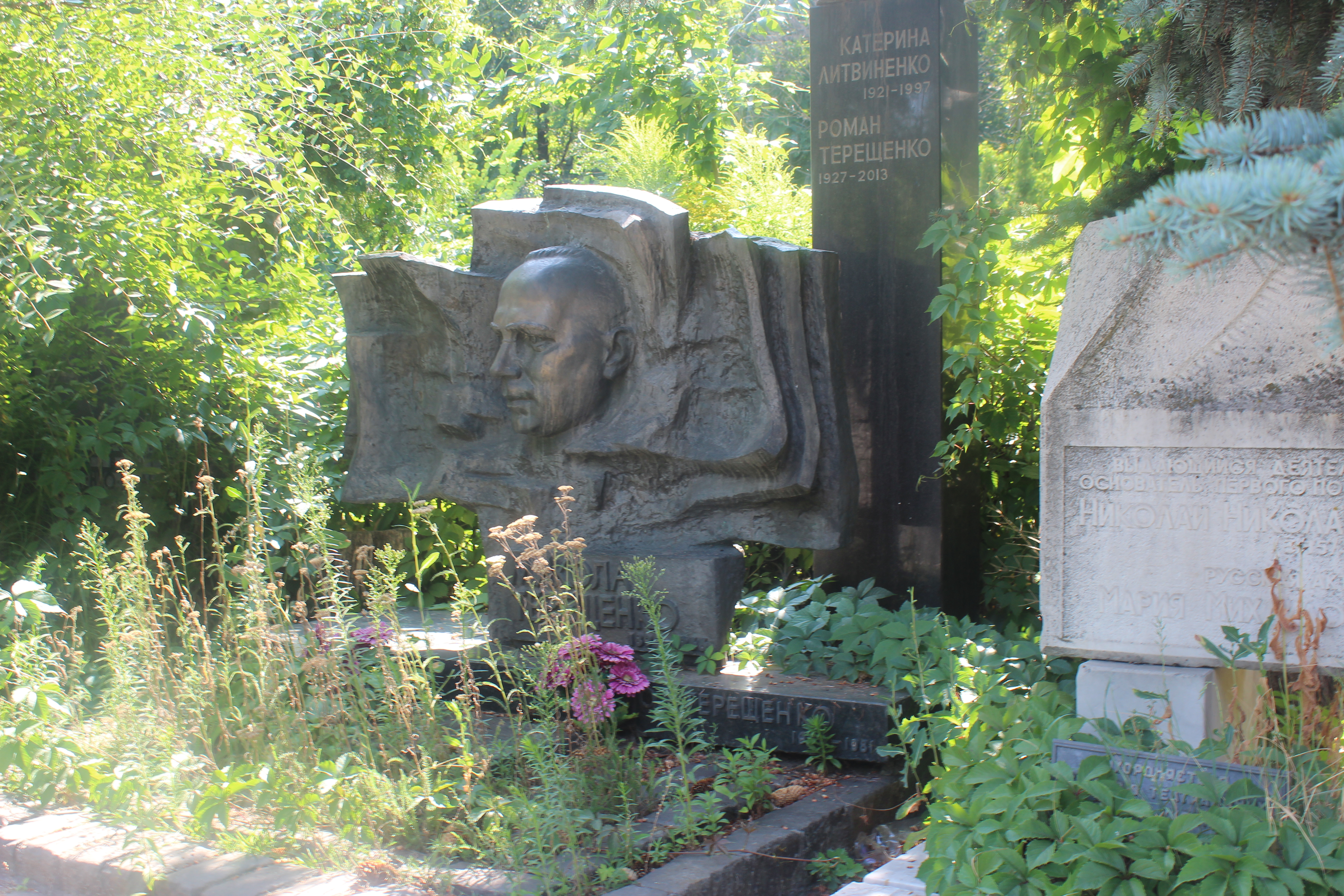
Сріблянка на межі XIX-ХХ ст.

Як ботанічна пам'ятка природи місцевого значення затверджена рішенням Донецької обласної ради від 10 березня 1993 року.
Рішенням обласної ради № 5/7-243 від 21 грудня 2006 року її площа була збільшена на 51 га за рахунок пасовищ — 19,5 га і кам'янистих місць — 31,5 га та склала 81 га.
У 2005 році на одному з пагорбів Мар'їної гори, на руїнах давньої каплички (яка за народними легендами була збудована 1245 року в пам'ять про перебування тут Великого князя Олександра Невського), за ініціативи настоятеля Свято-Преображенського храму села Серебрянка отця Сергія (Вовченко) за підтримки меценатів та спонсорів, було розпочато будівництво каплиці Всіх Святих, яке було завершено і освячено у 2006 році.

## Географія
Мар'їна гора являє собою крейдяну гору з двома вершинами у вигляді круглих горбів. Один із цих горбів круто обривається до річки — Сіверського Дінця. Обмежена землями села Серебрянка, правим берегом Сіверського Дінця та природною межею Мар'їної гори.

## Флора
Флору пам'ятки природи становлять понад 230 видів, багато з яких є ендеміками та реліктами, або перебувають на південній межі ареалу. 16 видів занесені до Червоної книги України. Серед них:
- бурачок голоніжковий,
- дворядка крейдяна,
- келерія Талієва,
- ковила Іоанна,
- дрік донський,
- дзвінець крейдяний,
- шиверекія мінлива.

Мар'їна гора — єдине в Донецькій області місцезнаходження шиверекії мінливої. Вона занесена до світового, Європейського та Національного червоних списків.

## Світлини

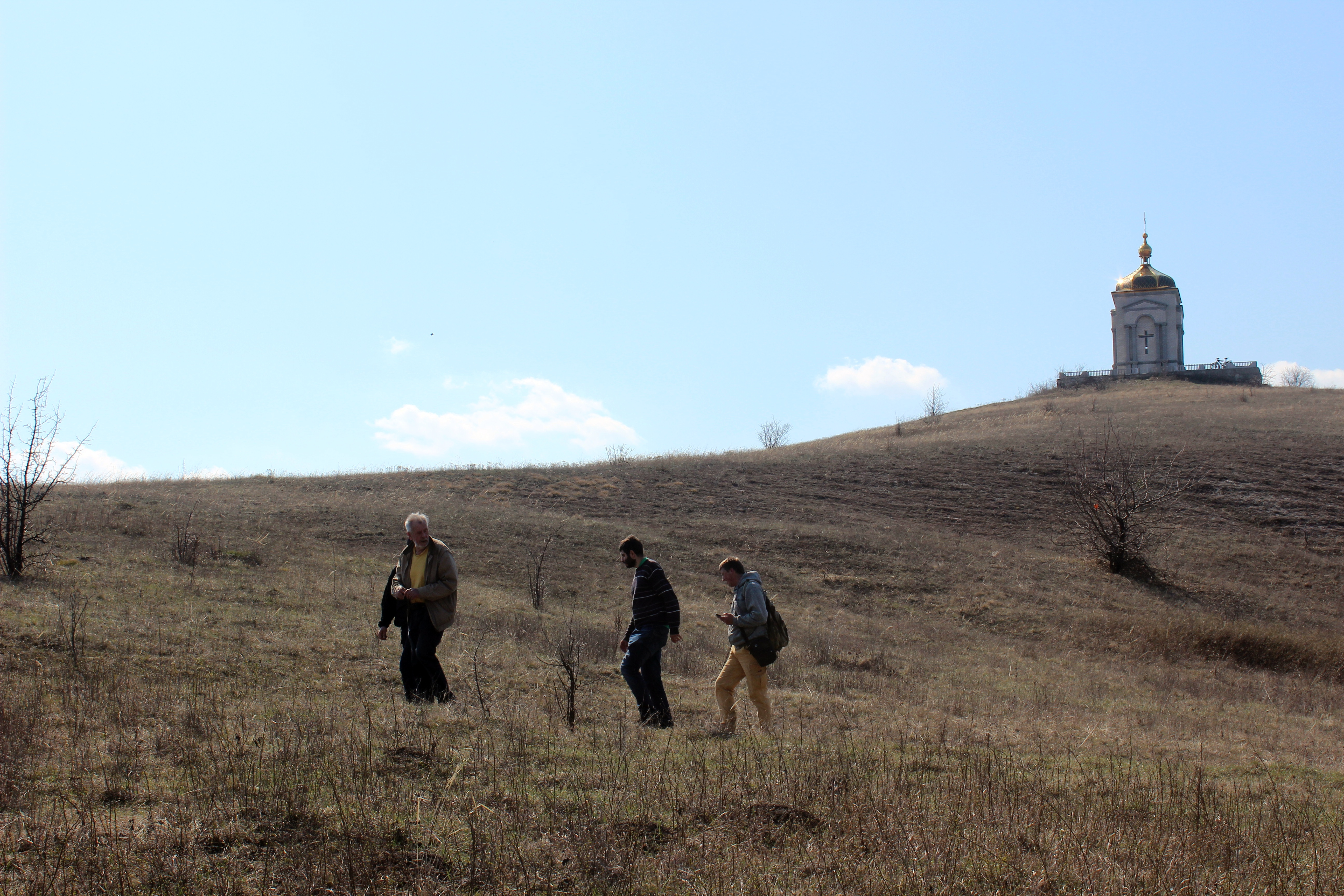
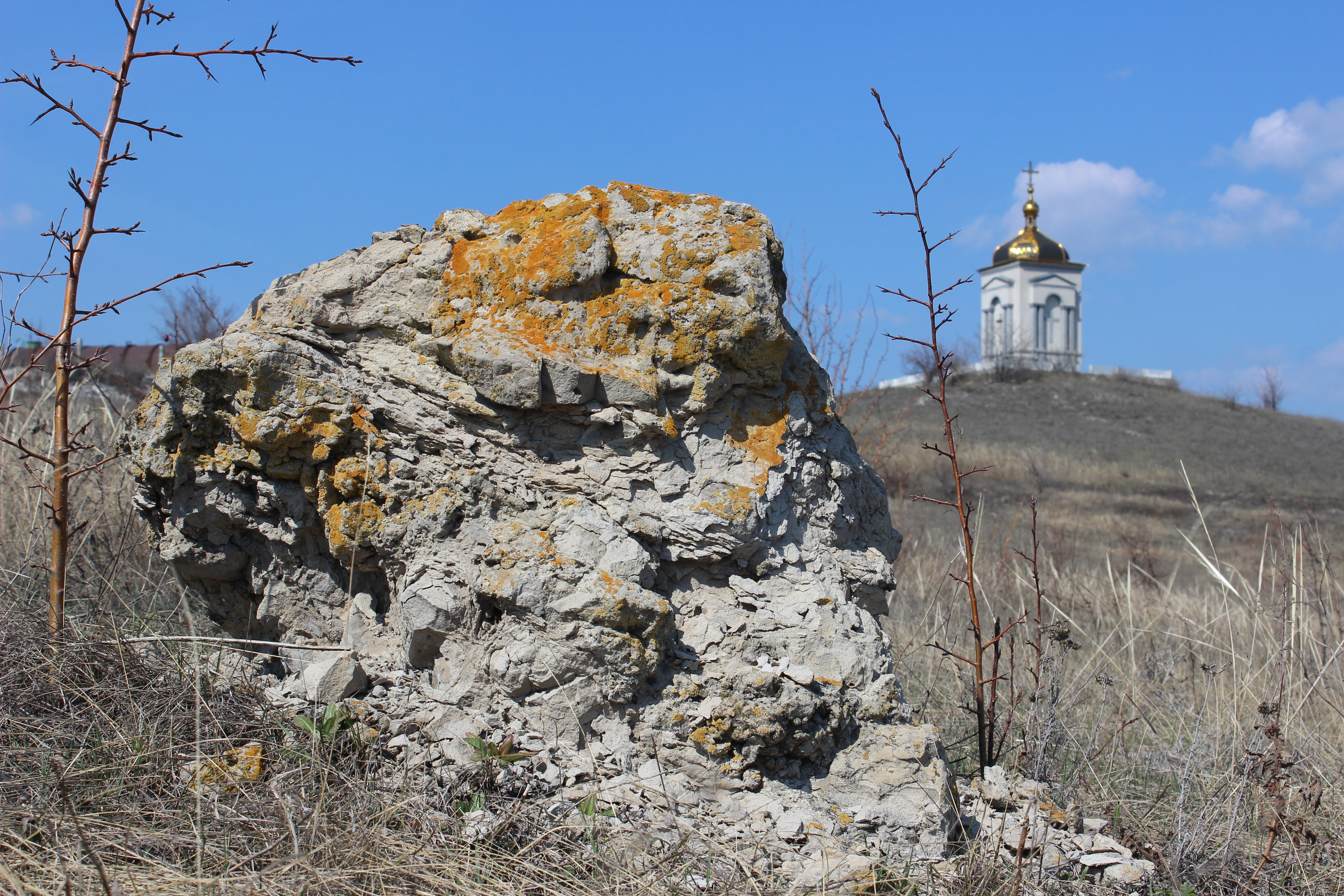
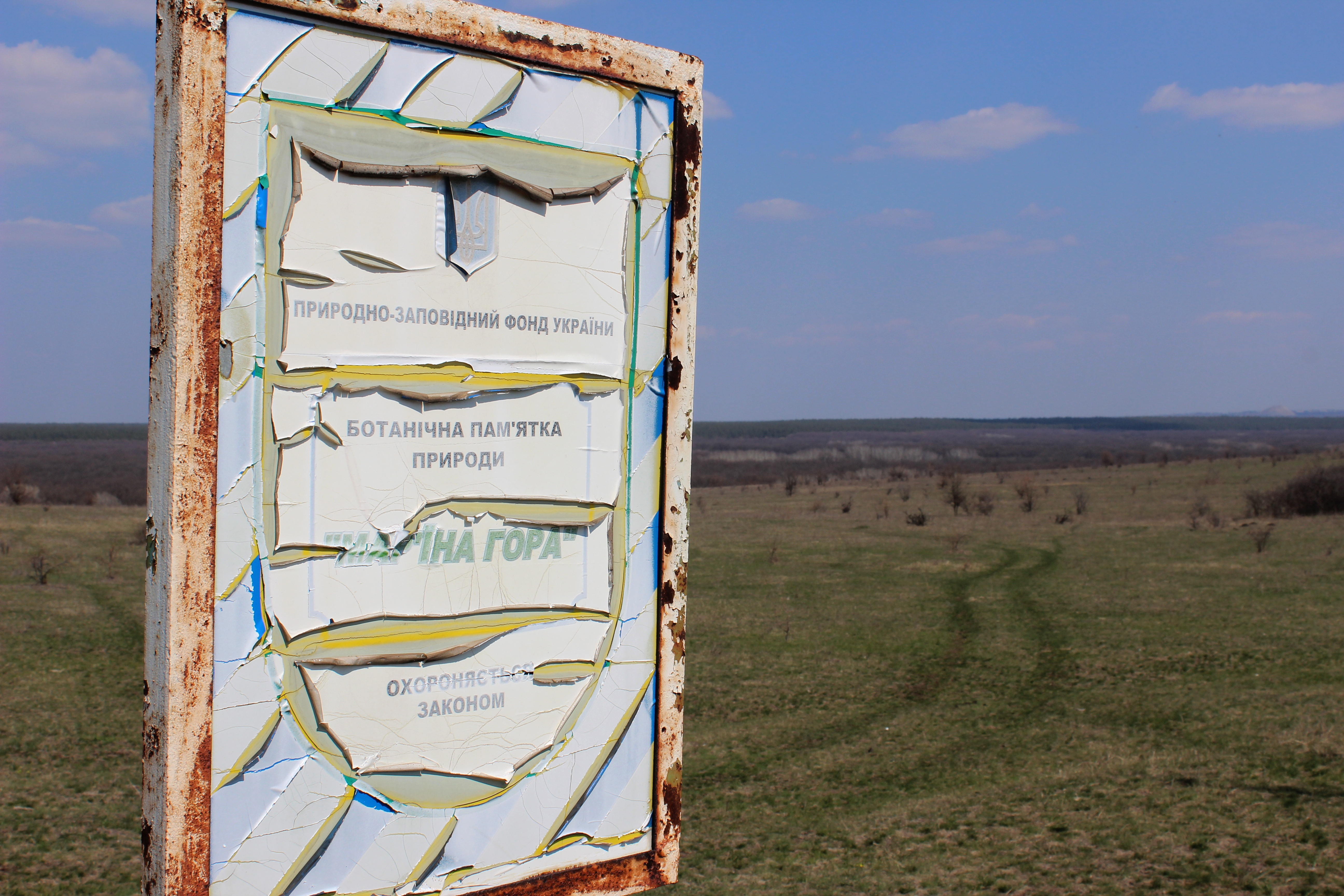
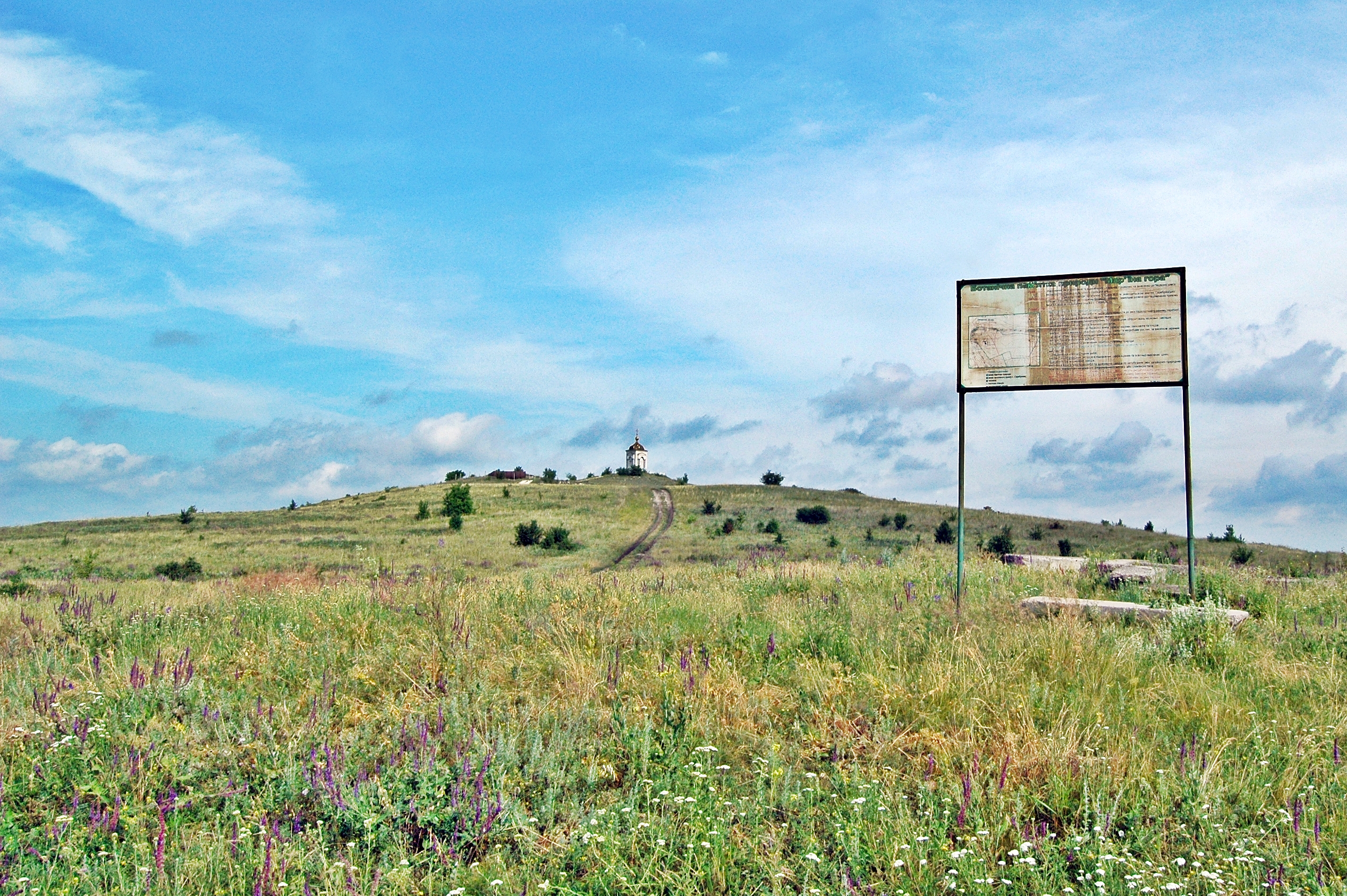
Мар'їна гора. Червень 2015
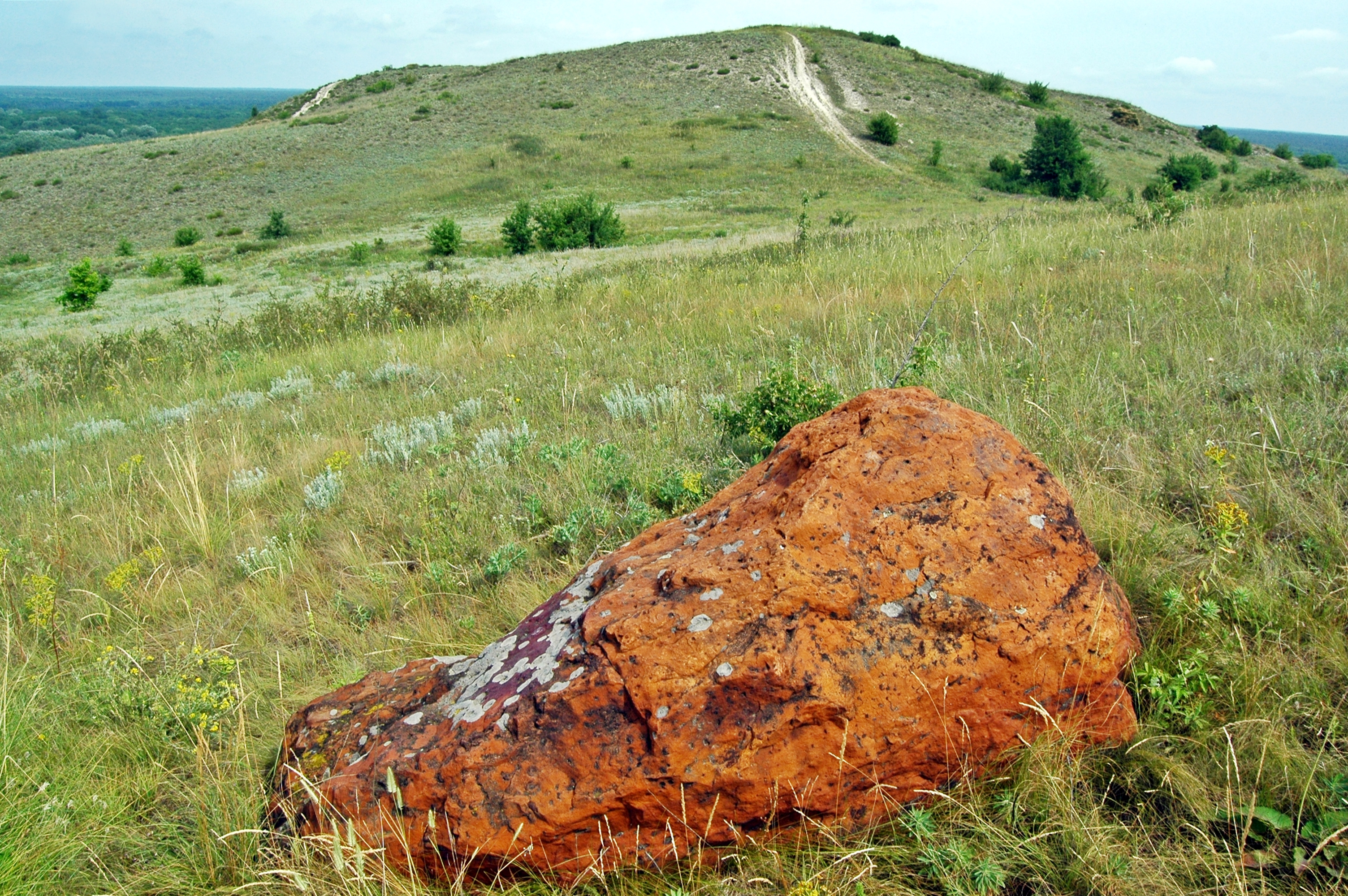
Велика брила кварциту на схилах Мар'їної гори. Червень 2015
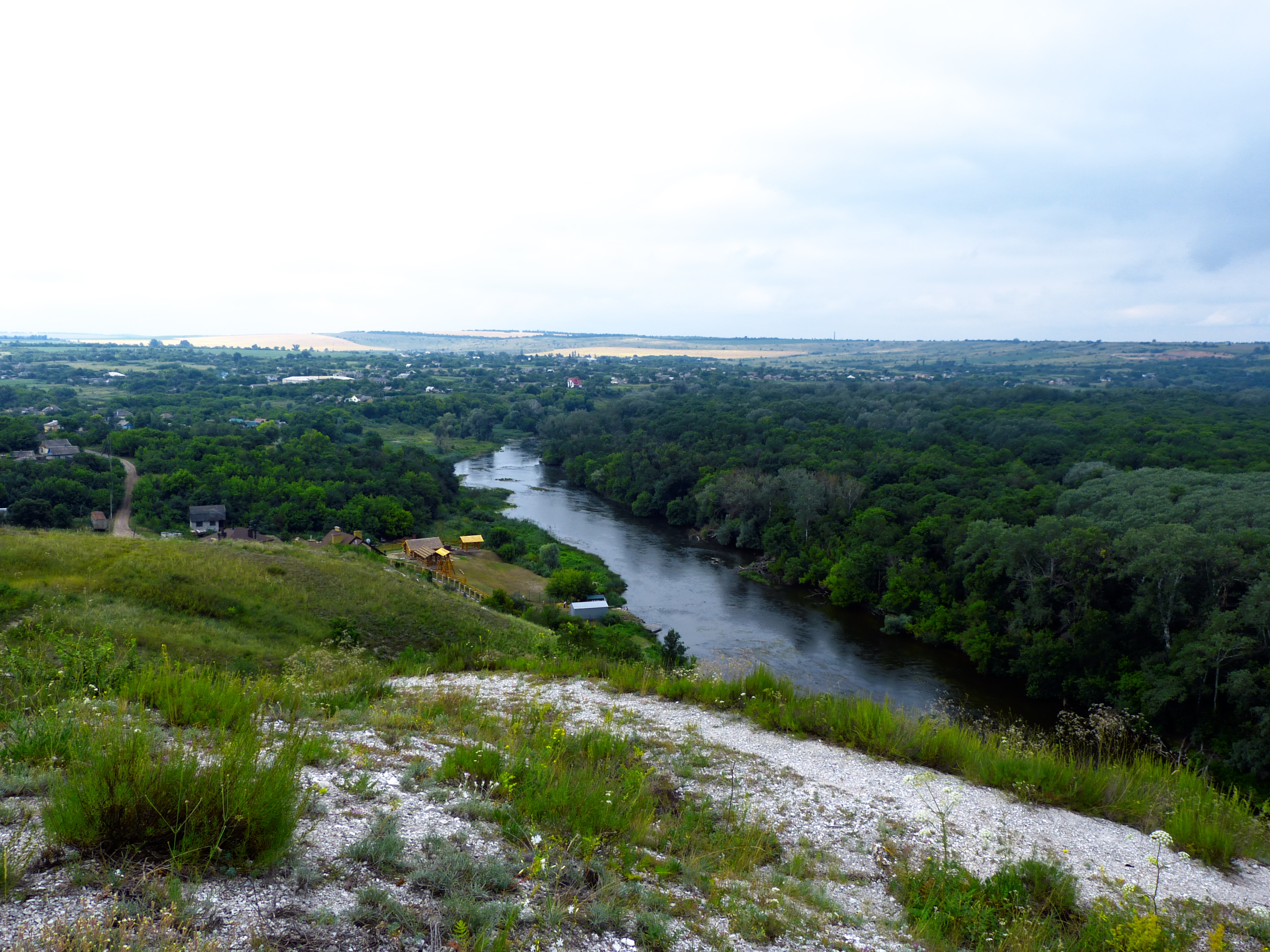
Вид з гори на річку Сіверский Донець. Липень 2020
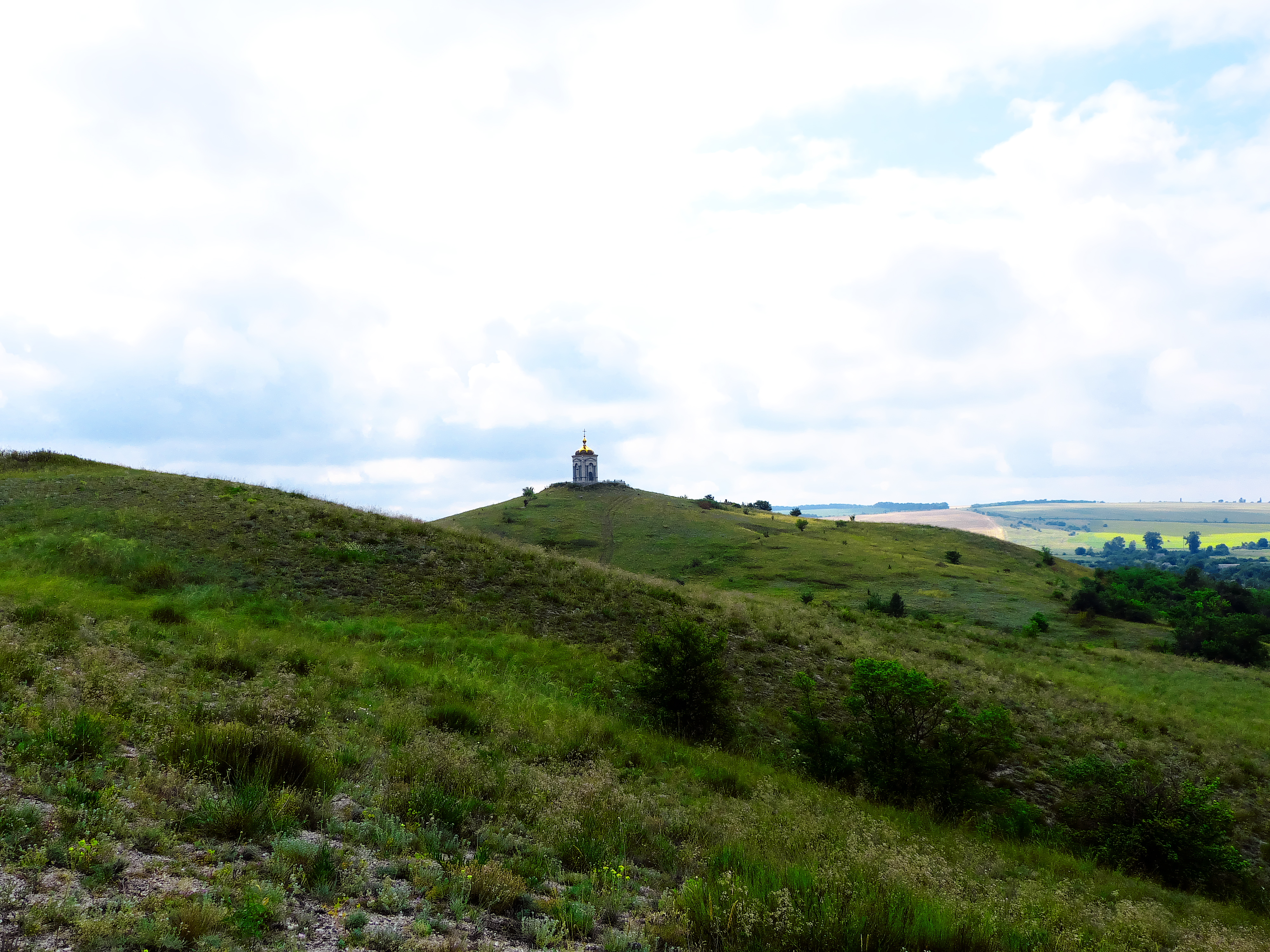
Вид з пагорба на каплицю Всіх Святих. Липень 2020
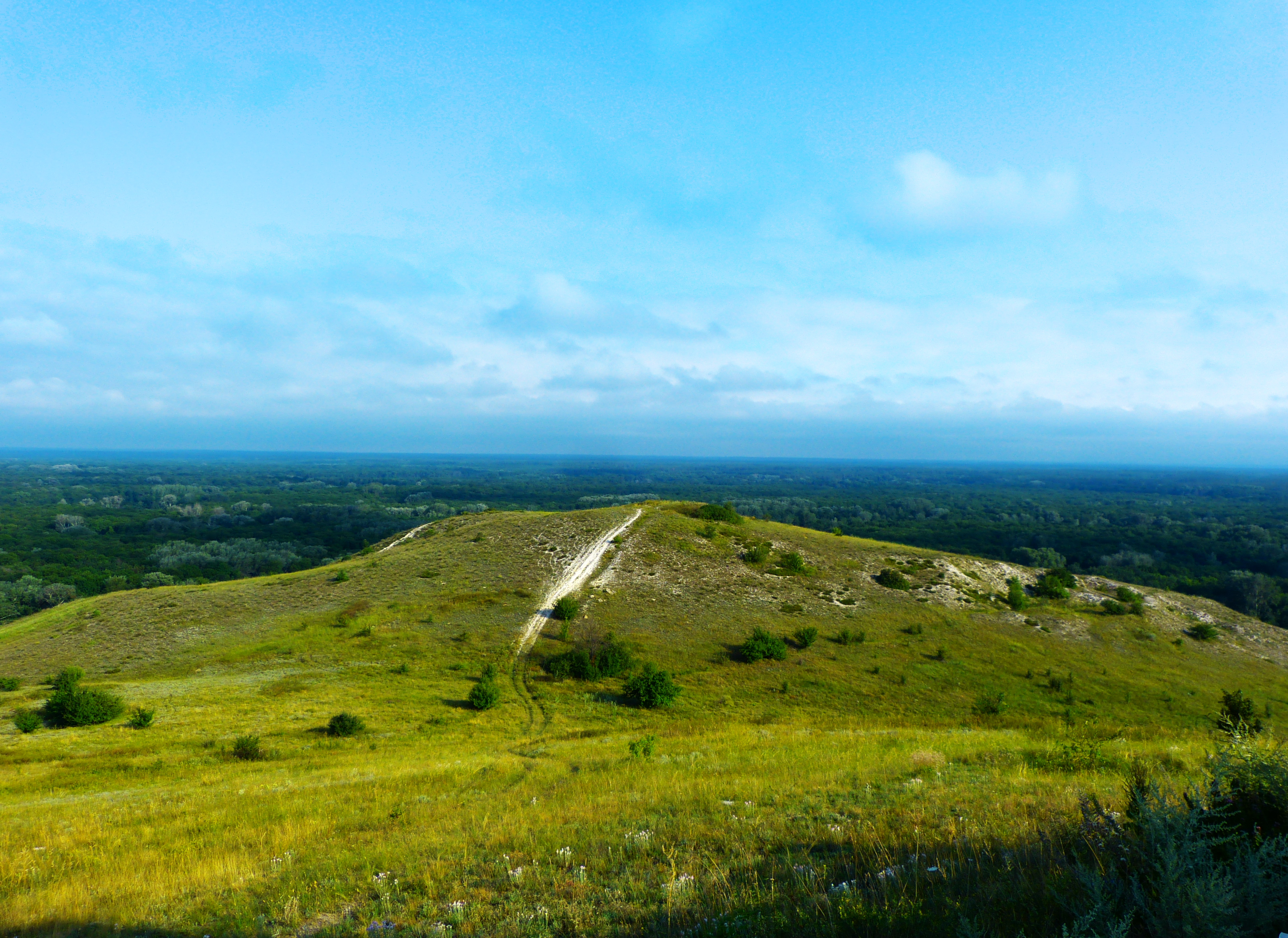
Мар'їна гора,вид з боку каплиці Всіх Святих. Липень 2020
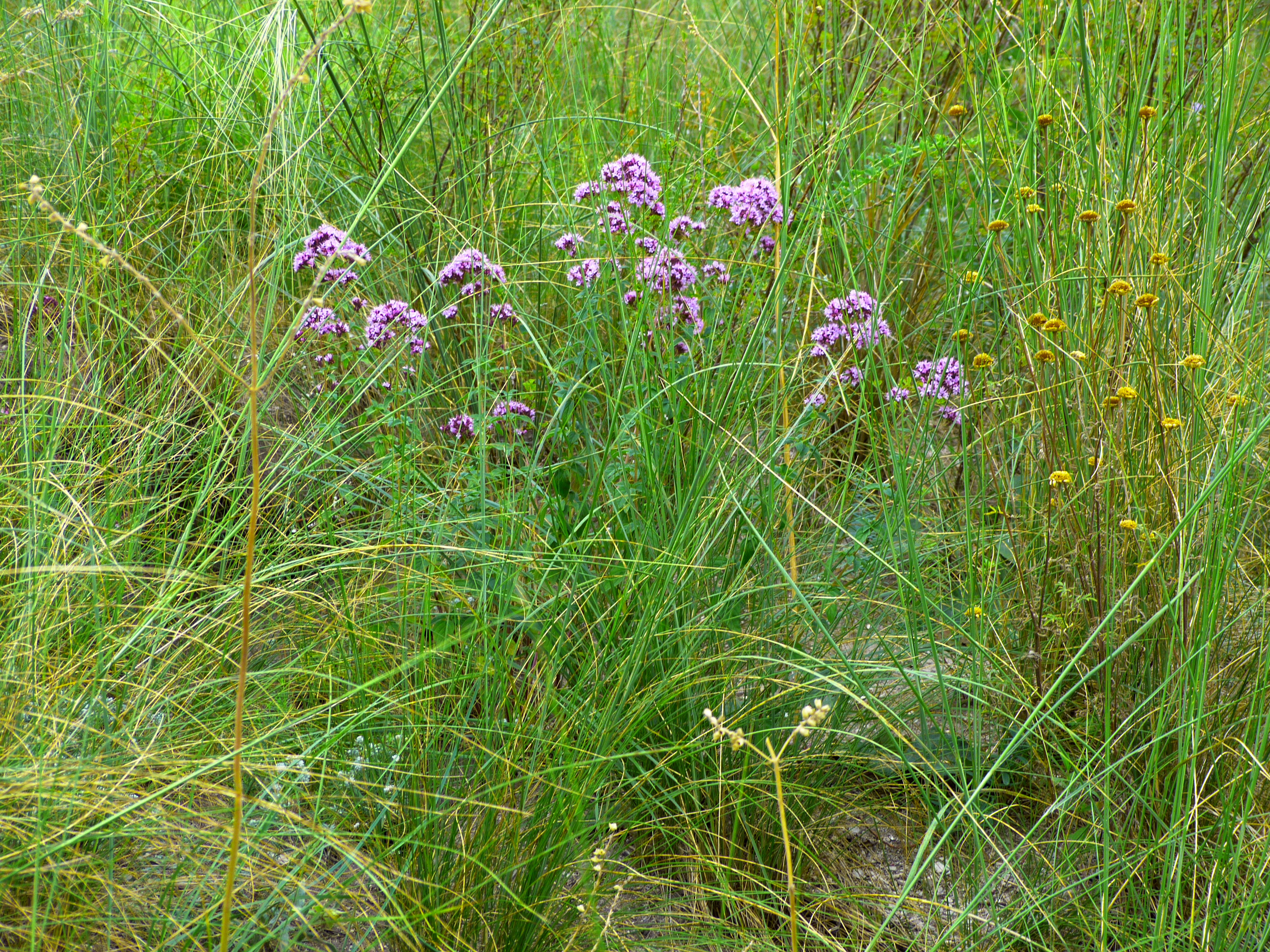
Материнка звичайна. Липень 2020